# Jules de Hemptinne
Jules de Hemptinne, né à Gand le 4 juillet 1825 et mort le 17 janvier 1922, est un homme politique belge.

## Fonctions et mandats
- Conseiller communal de Gand : 1856-1872
- Membre de la Chambre des représentants de Belgique : 1878-1886

## Sources
- R. DEVULDERE, Biografisch repertorium der Belgische parlementairen, senatoren en volksvertegenwoordigers 1830 tot 1.8.1965, Gent, R.U.G., licentiaatsverhandeling (onuitgegeven), 1965.
- Anna VAN DER KELEN, De Kamer van Koophandel te Gent (1830-1900), Gent, R.U.G. licentiaatsverhandeling (onuitgegeven), 1987.
- Oscar COOMANS DE BRACHÈNE, État présent de la noblesse belge, Annuaire 1990, Brussel, 1990.
- K. DEVOLDER, Gij die door 't volk gekozen zijt ... De Gentse gemeenteraad en haar leden 1830-1914, in: Verhandelingen der Maatschappij voor Geschiedenis en Oudheidkunde te Gent, 1994.
- Ginette KURGAN-VAN HENTENRYCK, Serge JAUMAIN, Valerie MONTENS e.a. Dictionnaire des patrons en Belgique. Les hommes, les entreprises, les réseaux, Brussel 1996.
- Jean-Luc DE PAEPE & Christiane RAINDORF-GERARD (red), Le Parlement Belge 1831-1894. Données Biographiques, Brussel, Académie Royale de Belgique, 1996.
- José DOUXCHAMPS, Présence nobiliaire au parlement belge (1830-1970). Notes généalogiques, Wépion-Namen, 2003.
- Bart DE WILDE, Gent/Rabot. De teloorgang van de textielnijverheid, Tielt, Lannoo, 2007.
- Emmanuel LAMBERTS, (ed.), De kruistocht tegen het liberalisme. Facetten van het ultramontanisme in België in de 19e eeuw, Kadoc jaarboek, Leuven, 1984.
- Bart D'HONDT, Van Andriesschool tot Zondernaamstraat. Gids door 150 jaar liberaal leven te Gent, Gent, Liberaal Archief / Snoeck, 2014, p. 242-244